# Acromantis indica
Acromantis indica es una especie de mantis de la familia Hymenopodidae.

## Distribución geográfica
Se encuentra en Birmania.